# Гонопора
Гонопо́ра или гонопо́р или генита́льное отверстие — специализированное отверстие, которым открывается во внешнюю среду тот или иной проток половой системы у многоклеточных животных. Число и набор гонопоров оказывается различным у представителей разных таксономических групп. У животных с хорошо дифференцированной половой системой гонопором у самцов открывается семяизвергательный канал, а у самок — вагинальный и маточный протоки.
В большинстве групп многоклеточных половые железы — исходно парные органы, а протоки каждой железы открывались собственным отверстием, расположенным симметрично относительно медиальной плоскости тела. Непарные гонопоры возникали многократно путём сближения и слияния дистальных частей протоков (например, у позвоночных) или редукции одной из половых желёз (например, у брюхоногих моллюсков).
Часто специализация генитальных отверстий оказывается неполной. В частности, нередко они выступают в роли нефропоров — отверстий протоков выделительной системы.